# Université de Mayotte

Ancien logo du CUFR.

L'Université de Mayotte (anciennement Centre universitaire de Mayotte puis Centre universitaire de formation et de recherche de Mayotte - CUFR) est un établissement français public d'enseignement supérieur situé sur l'île de Mayotte, dans la commune de Dembeni, et créé en 2011.
L'établissement a été créé par le décret no 2011-1299 modifié du 12 octobre 2011. Il est devenu une université au 1er janvier 2024, sans toutefois en avoir encore le complet statut, demeurant régi par le Chapitre V du Code de l'éducation intitulé « Les instituts et les écoles ne faisant pas partie des universités » (Articles L715-1 à L715-3).

## Missions
L'Université de Mayotte a pour mission d'assurer des formations supérieures à caractère généraliste ou professionnel, sous la forme d'un enseignement initial ou continu. Elle prépare les étudiants aux diplômes nationaux de l'enseignement supérieur mais ne les délivre pas encore tous elle-même (elle conclut pour cela une convention avec une autre université dite partenaire en attendant sa pleine évolution). En revanche, elle est habilitée à délivrer des diplômes universitaires propres (DU, licences professionnelles).
L'Université de Mayotte a aussi une mission globale de recherche. Deux grandes directions de recherche ont été définies : la biologie marine (études sur la mangrove, projet de développement de l'aquaculture) et la littérature mahoraise contemporaine (plurilinguisme, intertextualité, interculturalité).
L'Université de Mayotte a commencé ses activités au siège de l'Institut de formation des maîtres, qui était alors le seul établissement public d'enseignement supérieur présent sur l'île.
Outre l'université de Nîmes, chargée de la mise en place administrative de l'établissement et d'une partie de ses recrutements - également établissement partenaire pour les filières AES et lettres modernes - quatre universités ont été retenues pour être partenaires du développement de l'UM et porter ses diplômes. Il s'agit respectivement des universités d'Aix-Marseille (droit), de Montpellier (sciences et technologies, et géographie) et de La Réunion - ESPE (sciences de l'éducation, master MEEF 1er degré).

## Organisation
L'Université de Mayotte est administré par un conseil d'administration comprenant : 
- Quatre membres de droit :
  - Le président du conseil départemental de Mayotte ou son représentant ;
  - Le maire de Dembeni ou son représentant ;
  - Les présidents de deux établissements partenaires ou leurs représentants ;
- Six personnalités extérieures désignées par le préfet de Mayotte, dont deux représentants des activités économiques, un représentant des organisations d'employeurs et un représentant des organismes de salariés ;
- Dix membres élus :
  - Deux représentants des professeurs d'université ou personnels assimilés ;
  - Deux représentants des maîtres de conférences ou personnels assimilés ;
  - Deux représentants des autres personnels d'enseignement et de recherche ;
  - Deux représentants des personnels ingénieurs, administratifs, techniques, ouvriers et de service ;
  - Deux représentants des usagers (étudiants).

Le directeur est nommé pour quatre ans par le ministre chargé de l'Enseignement supérieur sur proposition du conseil d'administration parmi les enseignants-chercheurs ayant vocation à enseigner à l'UM. Il peut être assisté d'un directeur administratif des services.
L'Université de Mayotte demeure encore placé sous la tutelle administrative partielle du ministère chargé de l'Enseignement supérieur et de la Recherche mais le contrôle administratif au quotidien est exercé par le préfet de Mayotte. Contrairement aux universités de plein exercice ayant le statut d'établissement public à caractère scientifique, culturel et professionnel (EPSCP), le vice-recteur de Mayotte n'a pas le titre de chancelier de l'établissement, et l'Université demeure régie par les articles L. 715-1 à L. 715-3 du code de l'éducation, qui la classent donc dans la catégorie « d'institut et d'école extérieurs aux universités ». 

## Directeurs successifs
- depuis 2022 : Abal-Kassim Cheik Ahamed
- 2016-2022 : Aurélien Siri (maître de conférences en droit privé)
- 2012-2016 : Laurent Chassot (maître de conférences en droit privé)

Auparavant, le CUFR était dirigé par un administrateur provisoire, Emmanuel Roux, alors vice-président de l'université de Nîmes et ancien directeur-adjoint du CUFR de Nîmes qui l'avait précédé. Il avait été désigné en 2010 afin de proposer les orientations à suivre en matière d'enseignement supérieur à Mayotte. C'est sur la base de son rapport que la décision de création du CUFR avait été prise.

## Départements et formations
Depuis 2019, l'Université de Mayotte est en capacité d'accueillir 1 500 étudiants, soit 572 places par an sur Parcoursup.
L'établissement comporte 4 départements et 13 formations :
- Droit économie gestion (DEG)
  - Licence de droit (en partenariat avec l'université d'Aix-Marseille)
  - Licence d'administration économique et sociale (en partenariat avec l'université de Nîmes)
  - Licence professionnelle « Management et gestion des organisations »
  - Licence professionnelle « Développement de projets de territoires »
  - Diplôme universitaire « Valeurs de la République et religions »
- Lettres et sciences humaines (LSH)
  - Licence de lettres modernes (en partenariat avec l'université de Nîmes)
  - Licence de géographie (en partenariat avec l'université Paul-Valéry de Montpellier)
  - Diplôme universitaire « Société, langues et cultures de Mayotte »
- Sciences et technologies (ST)
  - Licence en sciences de la vie (en partenariat avec l'université Paul-Valéry de Montpellier)
  - Licence de mathématiques générales (en partenariat avec l'université Paul-Valéry de Montpellier)
- Sciences de l'éducation (SE)
  - préparation au Concours de recrutement de professeur des écoles (CRPE) de Mayotte avec une licence 3 pluridisciplinaire (en partenariat avec l’Université Paul-Valéry de Montpellier)
  - formation initiale des professeurs des écoles avec un master MEEF 1er degré (en partenariat avec l'ESPE de La Réunion)
  - formation des enseignants titulaires ou contractuels, des formateurs ou conseillers pédagogiques académiques, en partenariat avec le vice-rectorat de Mayotte.
- Diplôme Universitaire « Préparation aux études supérieures » (année de transition généraliste préparant 80 bacheliers aux études de niveau international)[7]

## Commodités pour les étudiants
L'Université de Mayotte est situé au sommet de la colline de Dembéni (quartier d'Iloni), surplombant la mangrove et le lagon avec une vue dégagée vers l'est. Cette situation centrale sur la grande terre de Mayotte lui permet de drainer des étudiants de toute l'île. Le CUFR est desservi par des bus assurant un service à la demande jusqu'à 19 heures. Dembéni ne comporte pas encore de logements étudiants (même si les possibilités de colocation à proximité sont nombreuses), cependant l’internat d’excellence de Tsararano, sous-occupé, pourrait accueillir certaines des étudiantes les plus sérieuses.

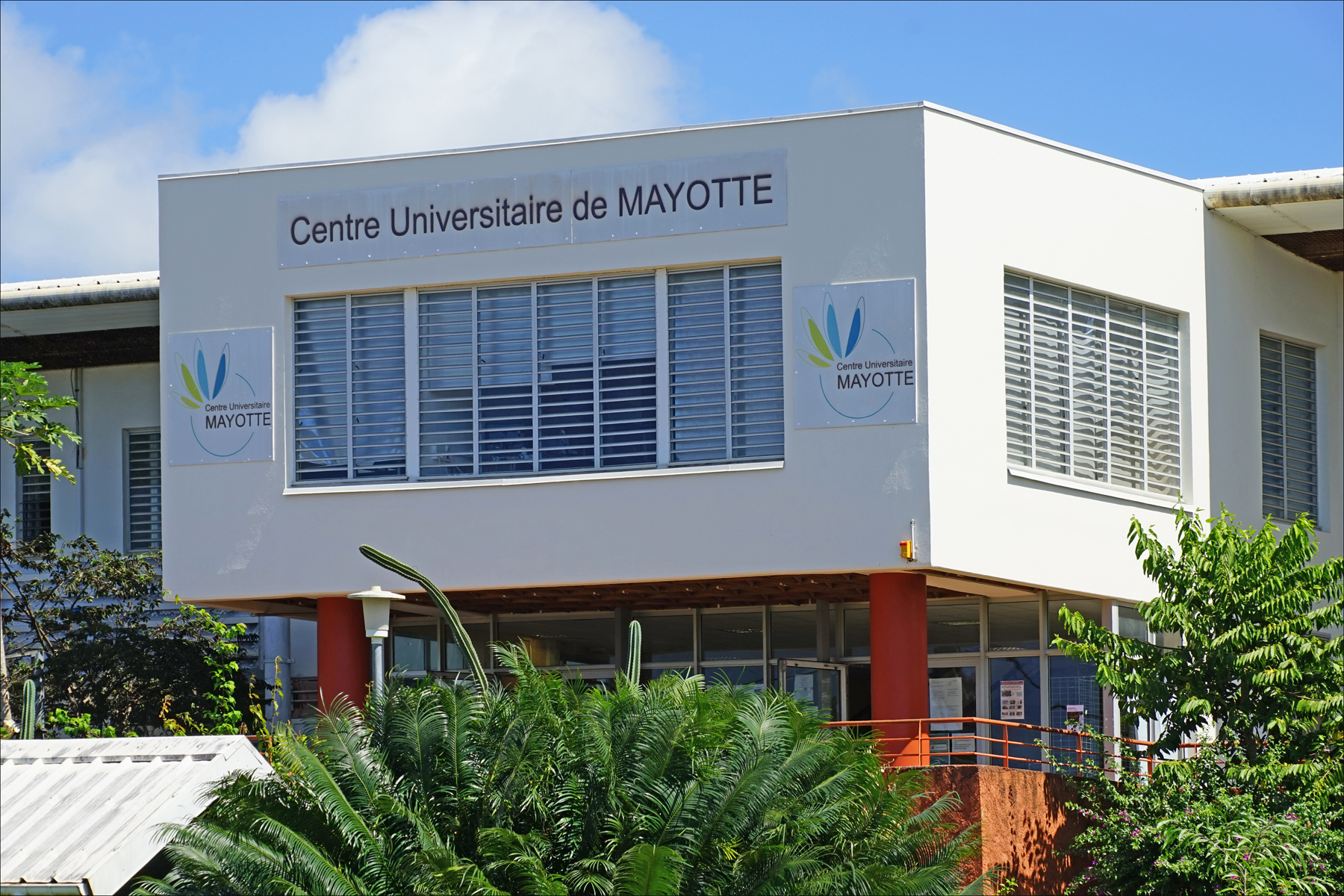
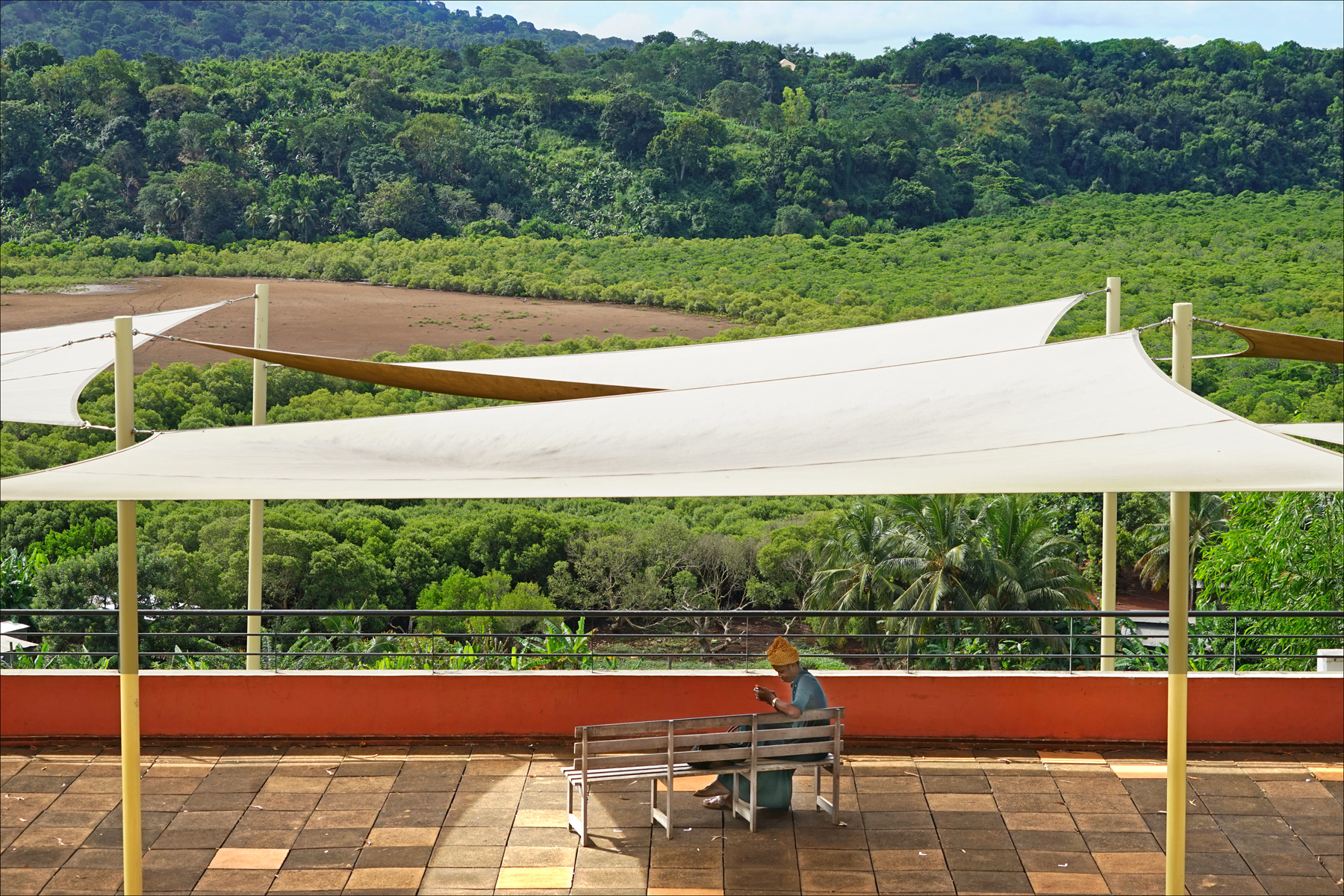
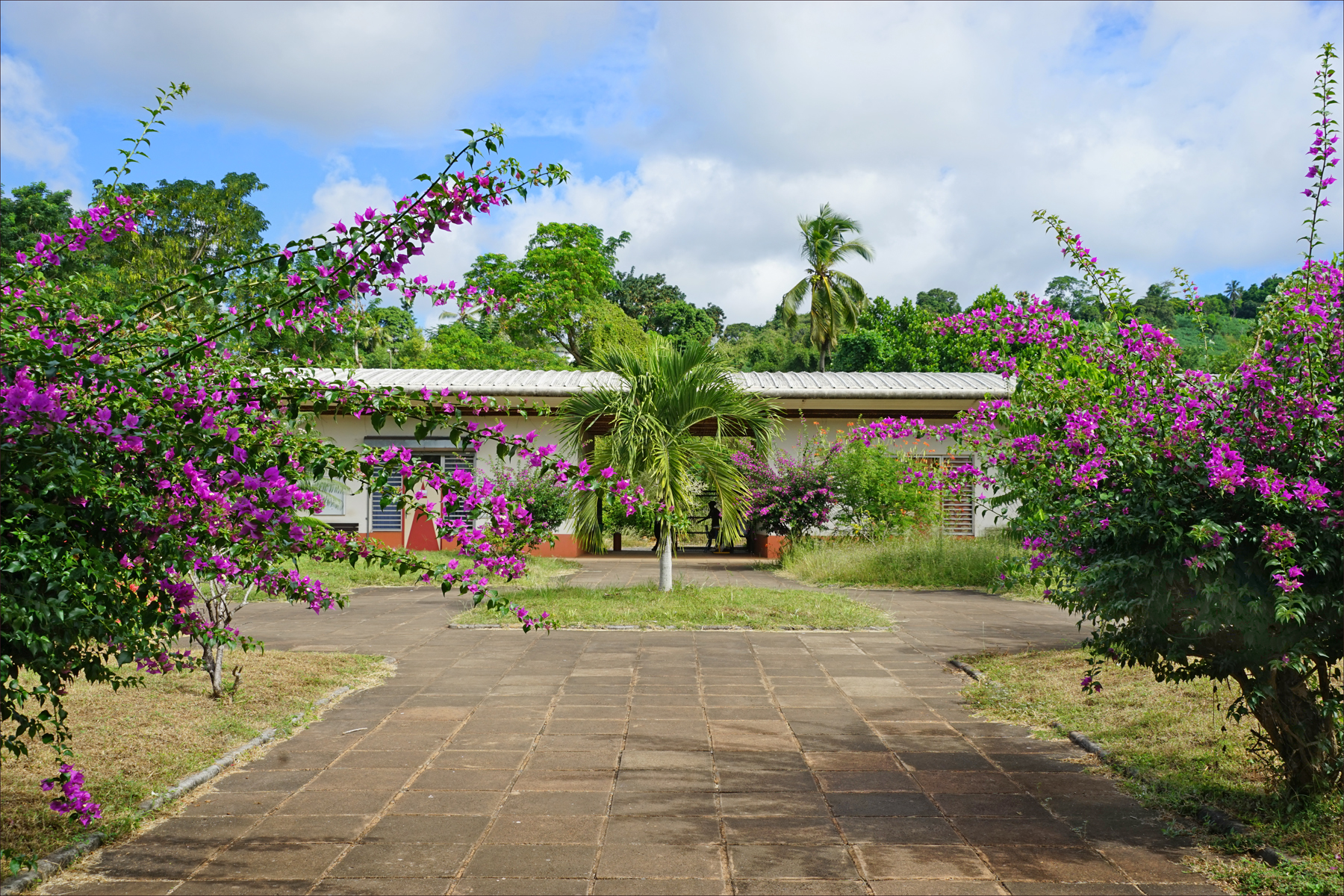
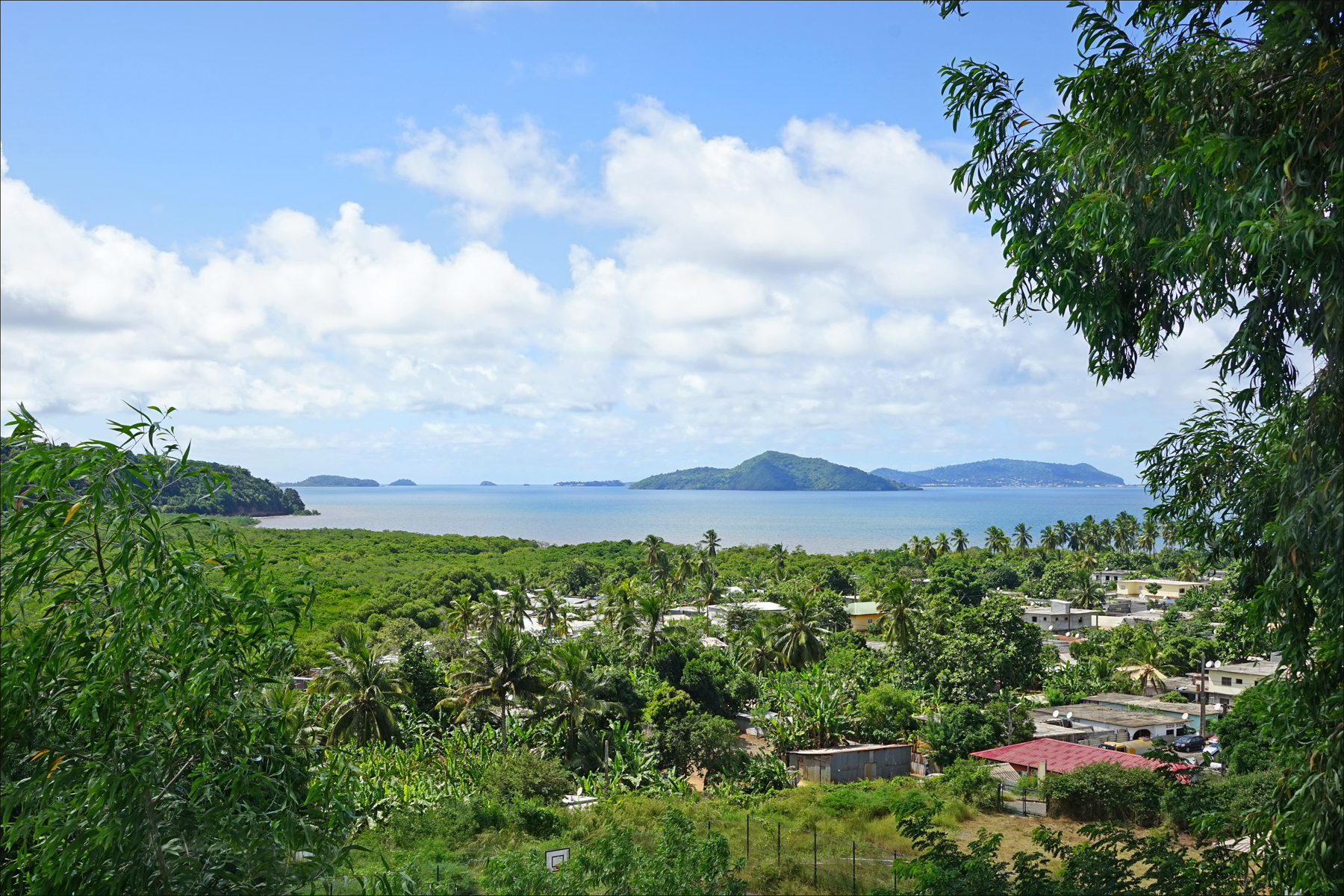